# Silvã de Cima
Silvã de Cima es una freguesia portuguesa del concelho de Sátão, con 6,63 km² de superficie y 549 habitantes (2001). Su densidad de población es de 82,8 hab/km².